# Genesis Awards
I Genesis Awards sono assegnati annualmente dalla Humane Society degli Stati Uniti a persone attive nei principali mezzi di informazione e di intrattenimento per la produzione di opere di particolare rilevanza e qualità nel sensibilizzare l'opinione pubblica su problemi degli animali. Presentato dal programma HSUS Hollywood Outreach, la consegna dei premi si svolge ogni anno in California durante il mese di marzo.